# Герб Уккела

Герб Уккела

Герб Уккела був присвоєний комуні Брюсселя Уккел 28 липня 1819 року.

## Геральдичний опис
Опис герба звучить так:
У глазурі, наповнений образом Св. Петра із золота.
Герб у так званих кольорах ампіру: синє поле з повністю золотим зображенням. На гербі зображено парафіяльного святого Петра, який у правій руці тримає ключ, а в лівій – єпископський жезл.

## Історія
Герб був затверджений у 1813 році мером, оскільки він не вказав жодних кольорів, герб був наданий у національних кольорах королем Віллемом I 28 липня 1819 року. 
Святий покровитель зображений сидячим на троні на історичних марках міста Уккела.  У 1913 році тодішній мер Пол Еррера спробував адаптувати герб до старих марок. Печатки, які комуна використовувала до французького періоду, також зображували святого Петра, але сидячого на троні. У 1925 році було вирішено адаптувати печатку Уккела, але залишити герб без змін.

## Джерера
1. 1 2  Ukkel (англ.). Heraldry of the World. Процитовано 22 november 2015.